# Greifswald
Greifswald (wym. [ˈɡʁaɪ̯fsvalt], posłuchajⓘ), Universitäts- und Hansestadt Greifswald – miasto powiatowe i uniwersyteckie w Niemczech, w kraju związkowym Meklemburgia-Pomorze Przednie nad rzeką Ryck, siedziba powiatu Vorpommern-Greifswald. Siedziba Uniwersytetu im. Ernsta Moritza Arndta i kilku ważnych instytucji naukowo-badawczych. W 2008 roku miasto liczyło ok. 54 tys. mieszkańców. Od 1947 do 2012 miasto było siedzibą władz Pomorskiego Kościoła Ewangelickiego, a od 1950 roku jego biskupów. Mieszczą się tu sądy: finansowy i administracyjny, dla całego kraju związkowego.

## Nazwa
Nazwa Greifswald, zapisana pierwotnie w formie Gripheswald (1248), in Grifeswolde (1250), Gripeswalt (1255), Grypswold (1264), pochodzi od gryfa, stanowiącego herb książęcej dynastii Gryfitów, oraz lesistych w przeszłości okolic. Od połowy XIX wieku w polskim piśmiennictwie naukowym i popularnym stosuje się formę Gryfia.

## Historia

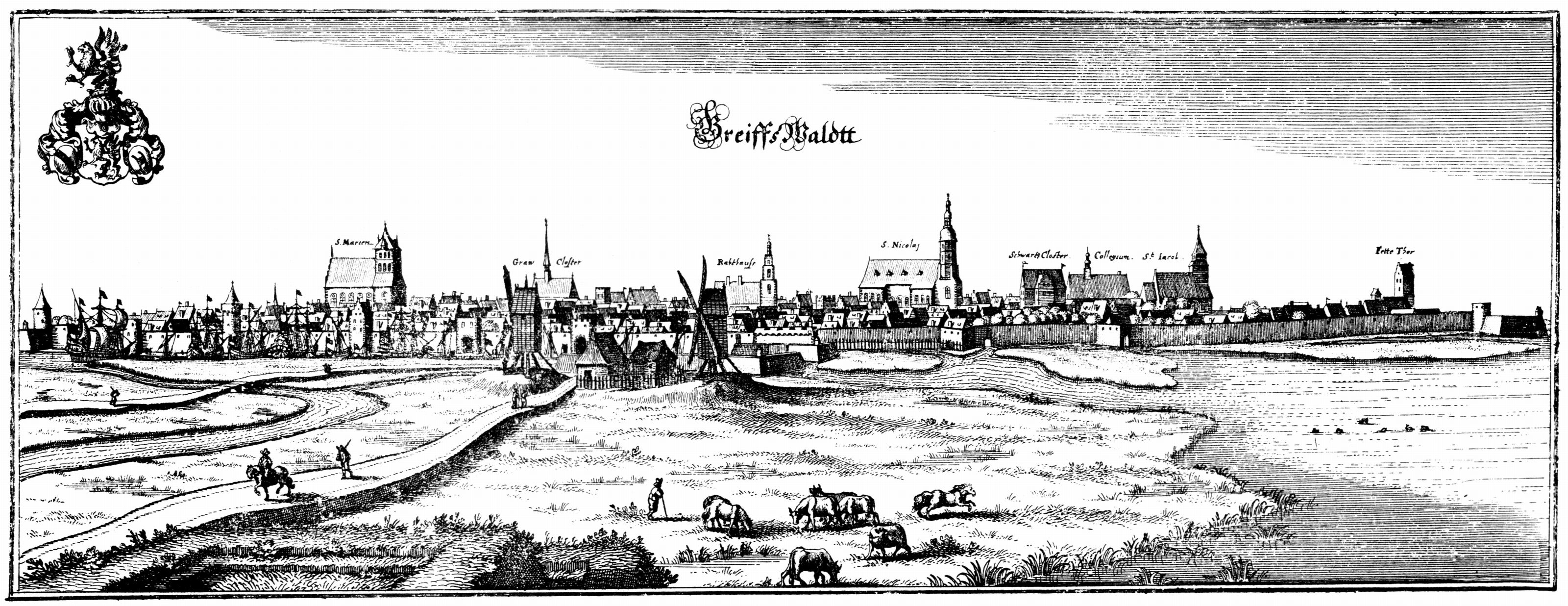
Miasto w XVII wieku

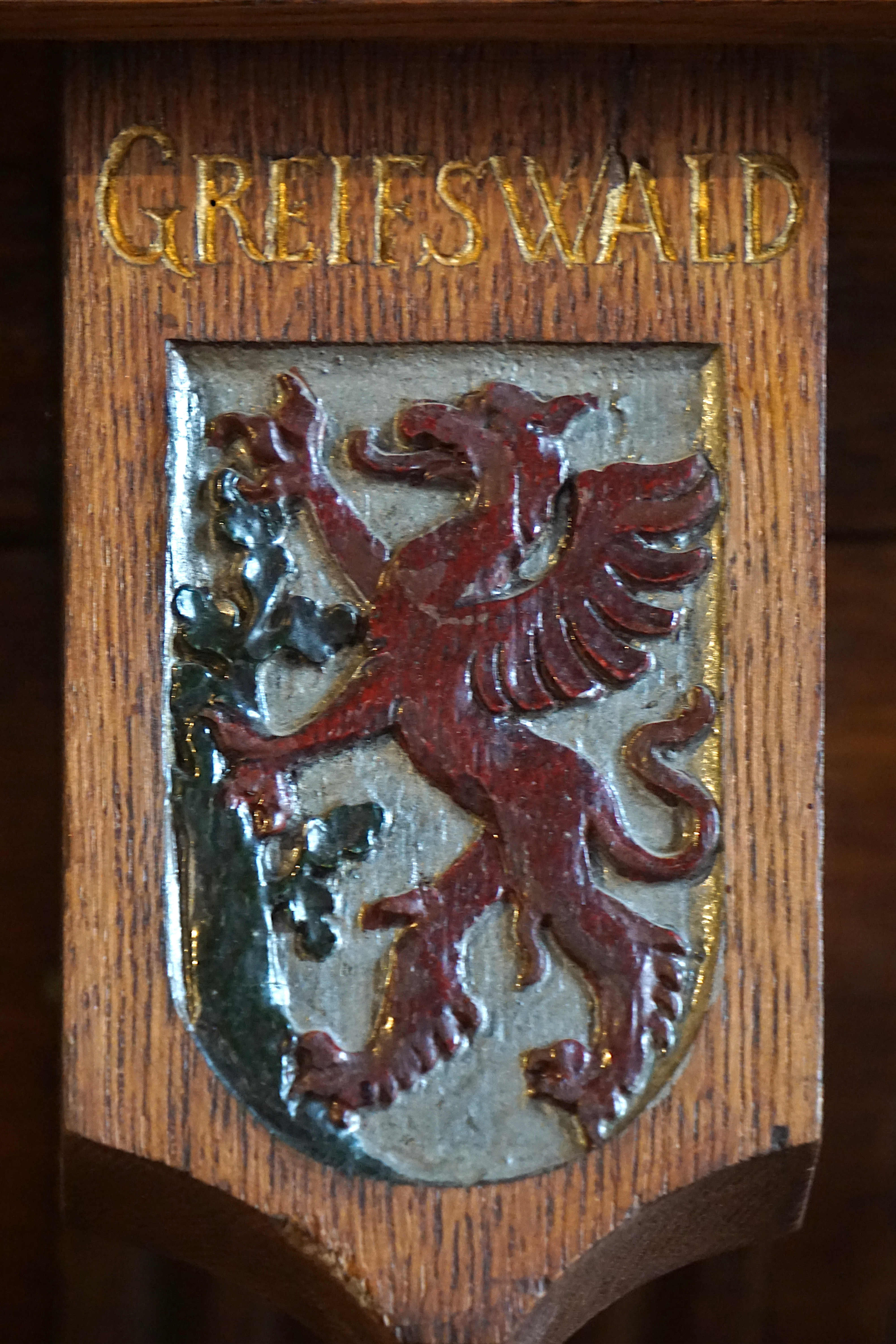
Herb Greifswaldu w sali plenarnej staromiejskiego ratusza w Gdańsku

W miejscu pierwszej osady w 1193 roku odkryto złoża solankowe. Miejscowość została założona w 1199 roku, gdy cystersi założyli klasztor Eldena. Osada leżała na przecięciu ważnych szlaków nadmorskich oraz na wzgórzu, co, zapewniało jej ochronę. W roku 1200 do miasta przyłączono obszar leżący na wschód z klasztorem cysterek i kościołem mariackim, a w roku 1240 tereny zachodnie z w
kościołem św. Jakuba. 14 maja 1250 roku Greifswald otrzymał z rąk księcia Warcisława III lubeckie prawa miejskie. Od 1296 mieszkańcy miasta byli zwolnieni ze służby w armii książąt pomorskich. W 1456 został założony najstarszy uniwersytet na Pomorzu – Uniwersytet w Greifswaldzie. Miasto leżało w granicach księstwa pomorskiego aż do wojny trzydziestoletniej, kiedy to od 1627 było okupowane przez siły Świętego Cesarstwa Rzymskiego, a następnie od 1631 przez Szwedów. Miasto zostało formalnie włączone w granice Szwecji jako część tzw. Pomorza Szwedzkiego. W latach 1713 i 1736 ucierpiało z powodu pożarów. W 1763 został założony w Greifswaldzie ogród botaniczny. W 1815 miasto znalazło się w granicach prowincji Pomorze Królestwa Prus. W latach 1818–1832 było powiatem grodzkim w rejencji stralsundzkiej, a od 1832 w rejencji szczecińskiej. W 1871 zostało częścią Niemiec. W latach 1949–1990 część NRD.

## Gospodarka
W mieście rozwinął się przemysł elektroniczny, meblarski, odzieżowy, materiałów budowlanych oraz stoczniowy.

## Podział administracyjny

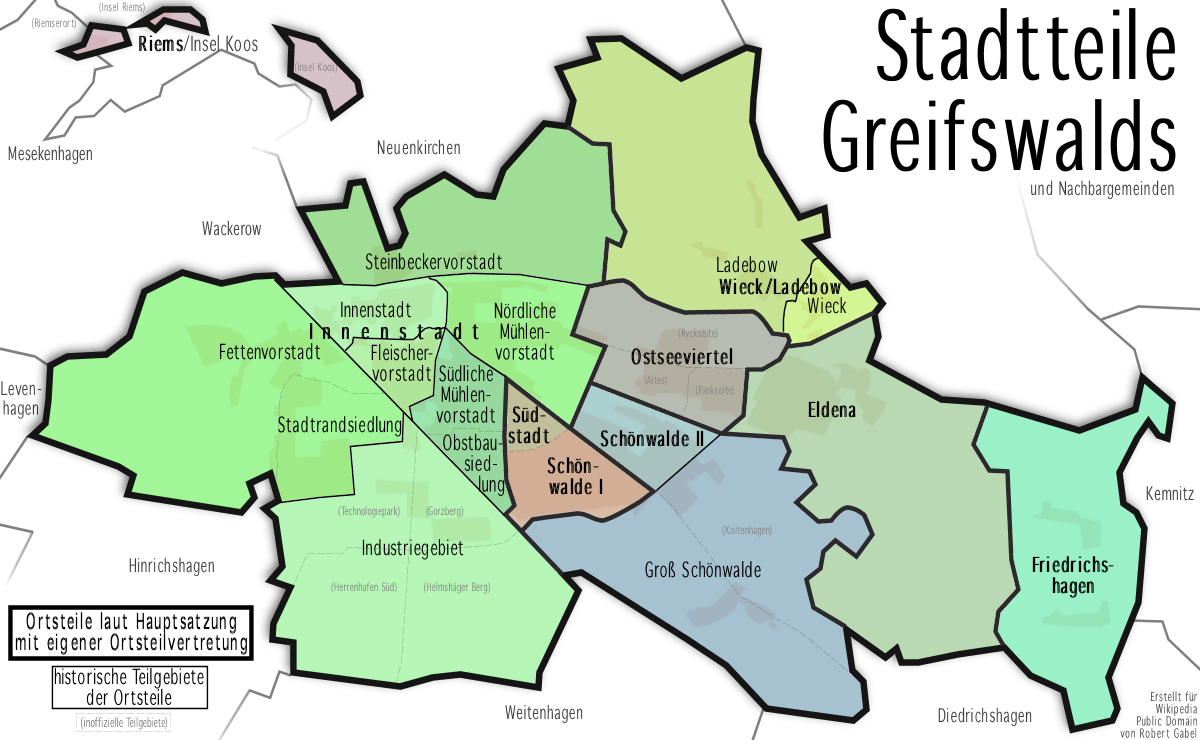
Podział terytorialny miasta. Grubsze linie oddzielają dzielnice administracyjne, cieńsze – historyczne.

Greifswald administracyjnie dzieli się na 8 dzielnic; niektóre składają się z dwóch lub więcej historycznych części miasta.
Dzielnice administracyjne Greifswaldu:
- Innenstadt (Śródmieście)
- Schönwalde II
- Schönwalde I und Südstadt
- Eldena
- Ostseeviertel
- Wieck/Ladebow
- Friedrichshagen
- Riems (eksklawa)

## Zabytki
- Ratusz – pierwotnie gotycki, obecnie w barokowej formie, którą uzyskał w XVIII wieku
- Ruiny cysterskiego Klasztoru Eldena, w którym pochowano królewnę polską Annę Jagiellonkę (córkę Kazimierza Jagiellończyka)
- Katedra św. Mikołaja w Greifswaldzie
- Kościół św. Jakuba w Greifswaldzie
- Kościół Mariacki w Greifswaldzie
- Uniwersytet w Greifswaldzie w stylu barokowym
- Biblioteka miejska „Hans Fallada”
- Spichlerze
- Most zwodzony w stylu holenderskim (Wiecker Brücke) z 1887 r.

## Przyroda
Na terenie Greifswaldu znajduje się między innymi potężna topola czarna, o obwodzie pnia w 2006 roku 847 cm, wiek szacuje się na 130–170 lat.

## Transport
W mieście znajduje się stacja kolejowa.

## Osoby związane z Greifswaldem
- Mikołaj Rusin (?–1474) – cysters, opat oliwski, biskup kujawski, donator uniwersytetu w Gryfii
- Jan Bugenhagen (1485–1558) – niemiecki kaznodzieja i teolog luterański (studiował w Greifswaldzie)
- Caspar Movius (1610–1667) – kompozytor niemiecki
- Caspar David Friedrich (1774–1840) – malarz niemiecki
- Hans Hartwig von Beseler (1850-1922) – niemiecki generał, generał-gubernator warszawski
- Ludwik Rydygier (1850–1920) – polski chirurg, generał brygady (studiował w Greifswaldzie)
- Aleksander Majkowski (1876–1938) – pisarz kaszubski (studiował w Greifswaldzie)
- Hans Fallada (1893–1947) – pisarz niemiecki (urodził się w Greifswaldzie)
- Kurt Wolff (1895–1917) – niemiecki as myśliwski I wojny światowej
- Toni Kroos (*1990) – niemiecki piłkarz
- Felix Kroos (*1991) – niemiecki piłkarz
- Sybilla Schwarz (1621–1638) – poetka barokowa.
- Johannes Quistorp (1822-1899) – szczeciński przedsiębiorca, filantrop.

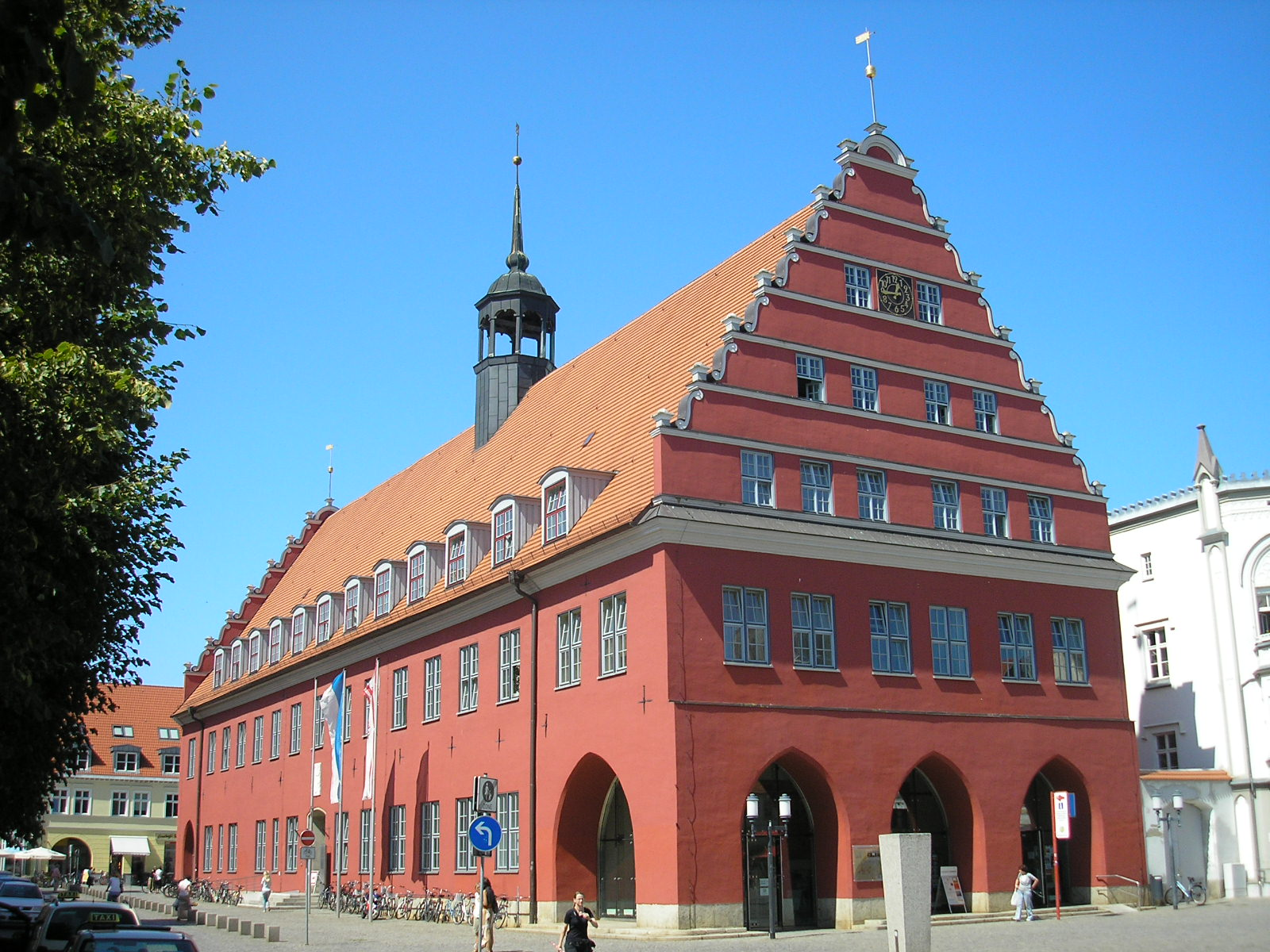
Gotycko-barokowy ratusz i rynek

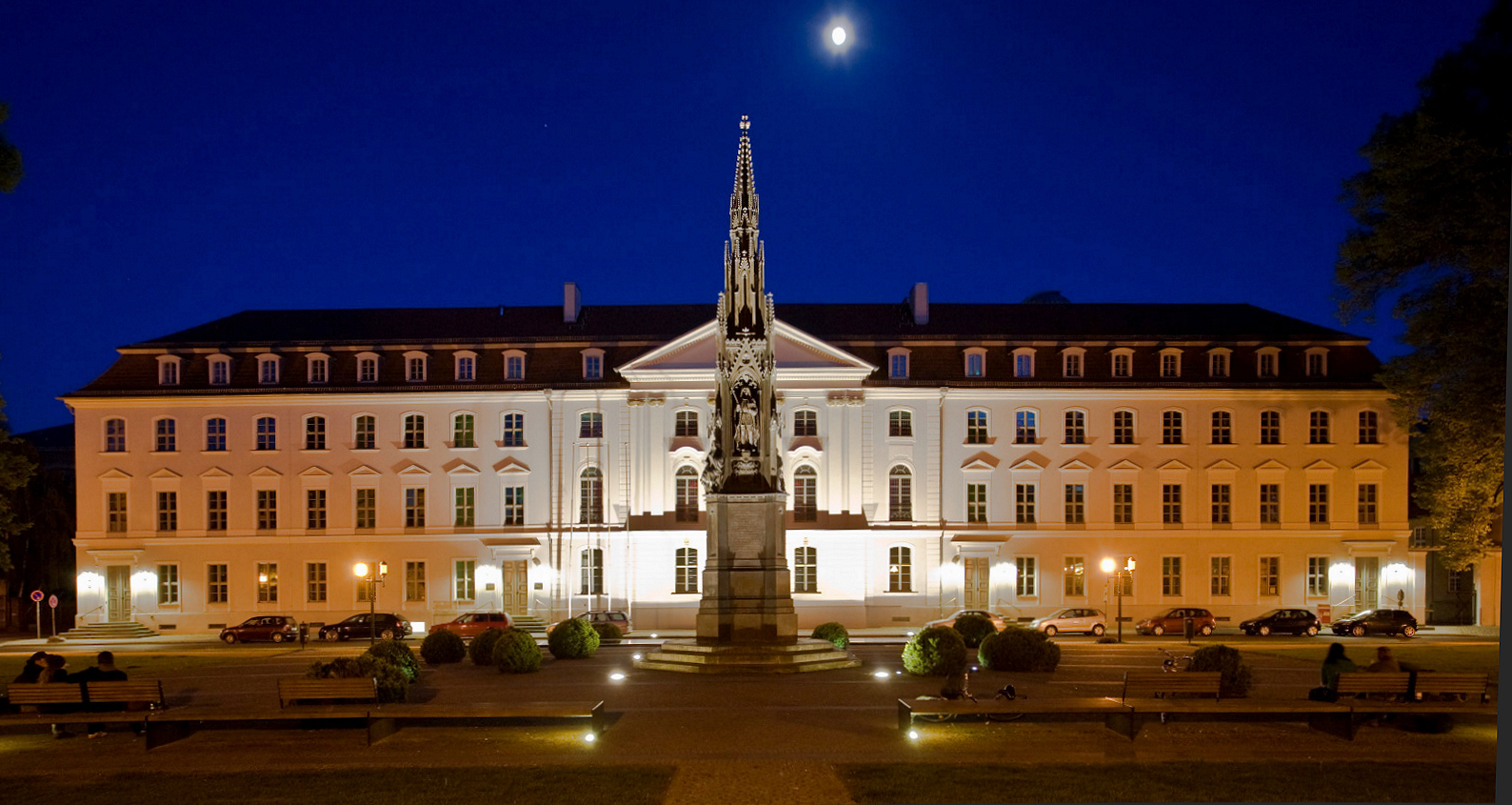
Uniwersytet w Greifswaldzie

## Współpraca zagraniczna
Podpisane umowy partnerskie:
- Goleniów, Polska w 2006 r.
- Hamar, Norwegia w 1997 r.
- Kotka, Finlandia w 1959 r.
- Lund, Szwecja w 1990 r.
- Newport News, USA w 2007 r.
- Osnabrück, Dolna Saksonia w 1988 r.
- Szczecin, Polska w 2010 r.[9], miasto zaprzyjaźnione Greifswaldu od 1996 r.

Ponadto Greifswald utrzymuje kontakty z następującymi miastami:
- Angers, Francja od 1994 r.
- College Station-Bryan, USA od 1994 r.
- Enschede, Holandia od 1990 r.
- Kristianstad, Szwecja od 1998 r.
- Pomerode, Brazylia od 2001 r.

## Galeria

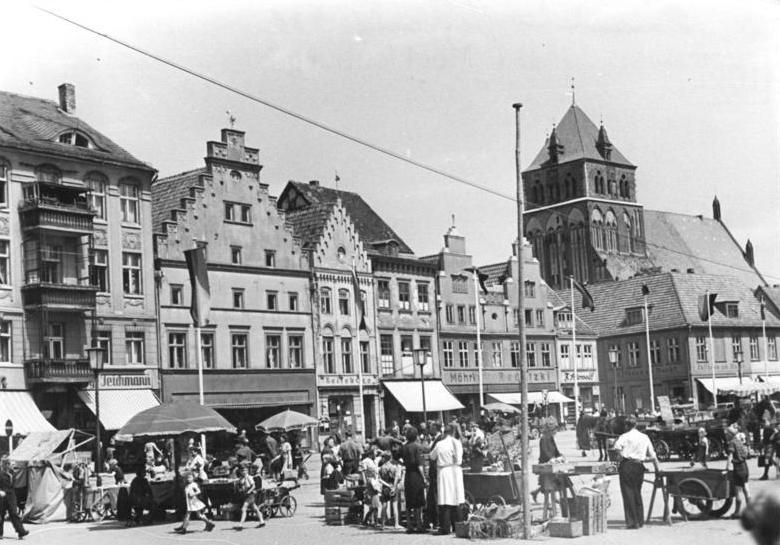
Greifswald – Rynek 1951
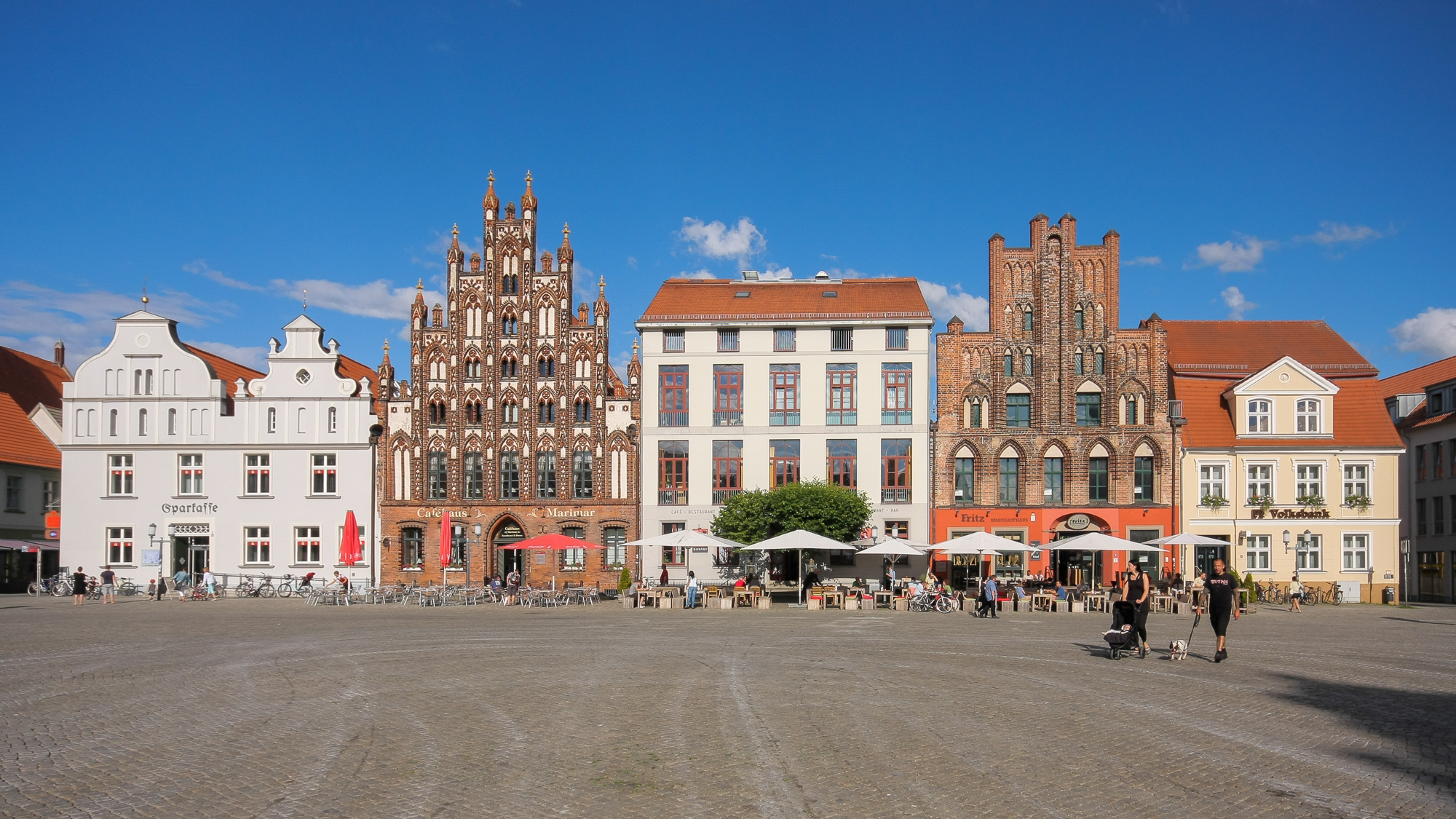
Greifswald – wschodnia strona rynku z ceglanymi, gotyckimi domami (2013)
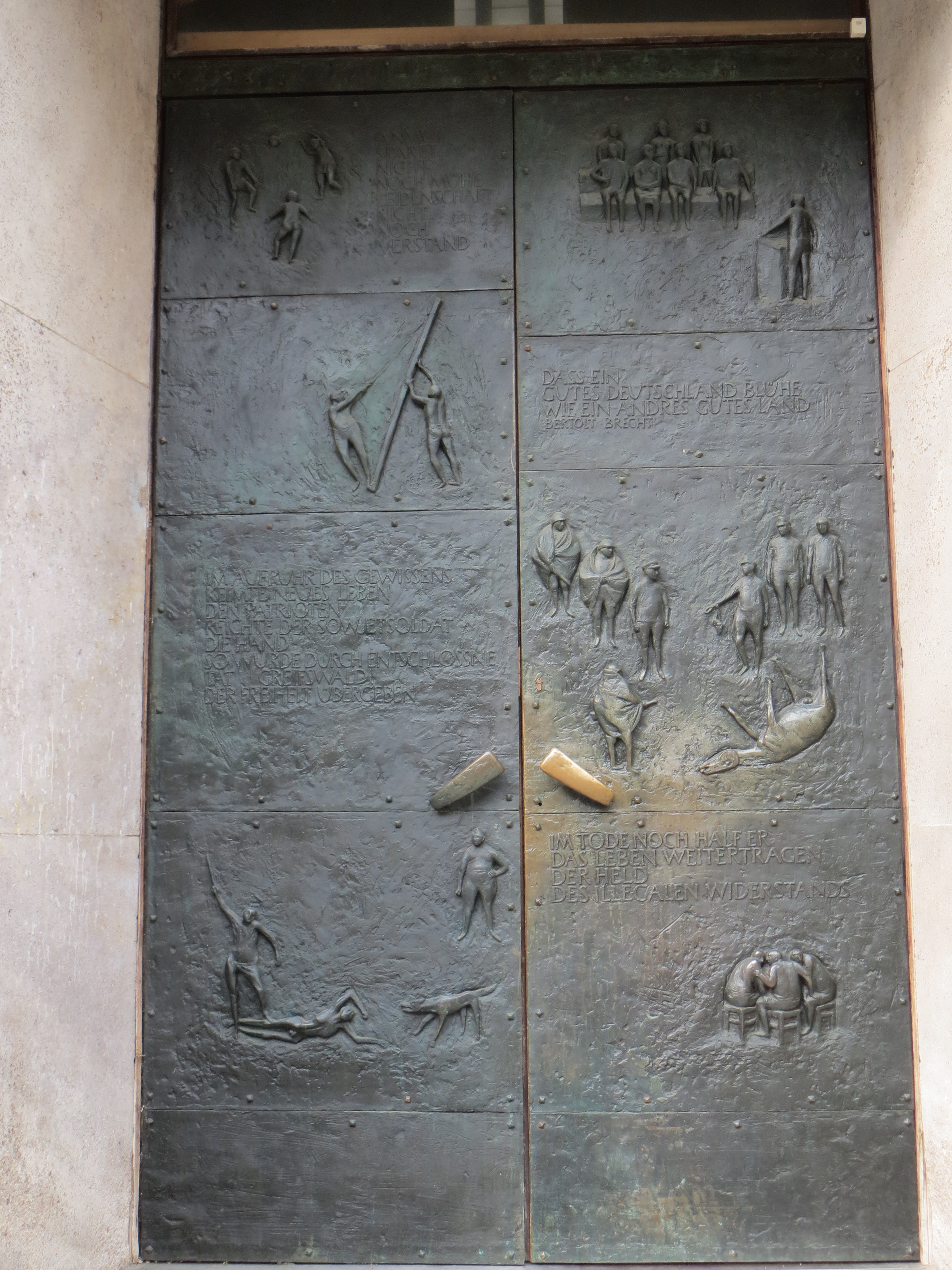
Greifswald – drzwi ratusza z brązu
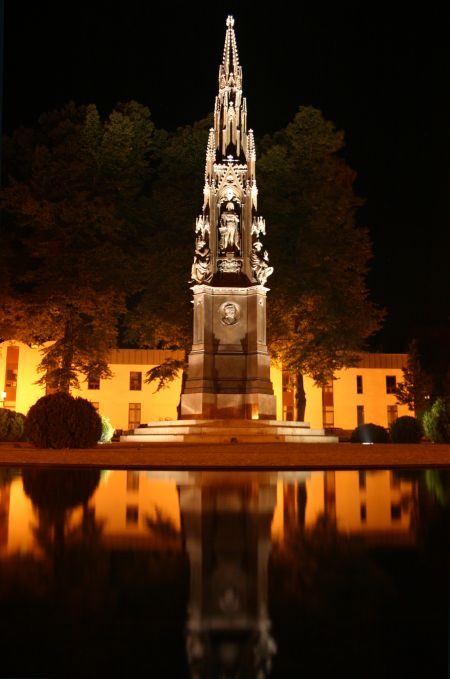
Greifswald – Pomnik poświęcony Heinrichowi Rubenowowi – burmistrz w 1449
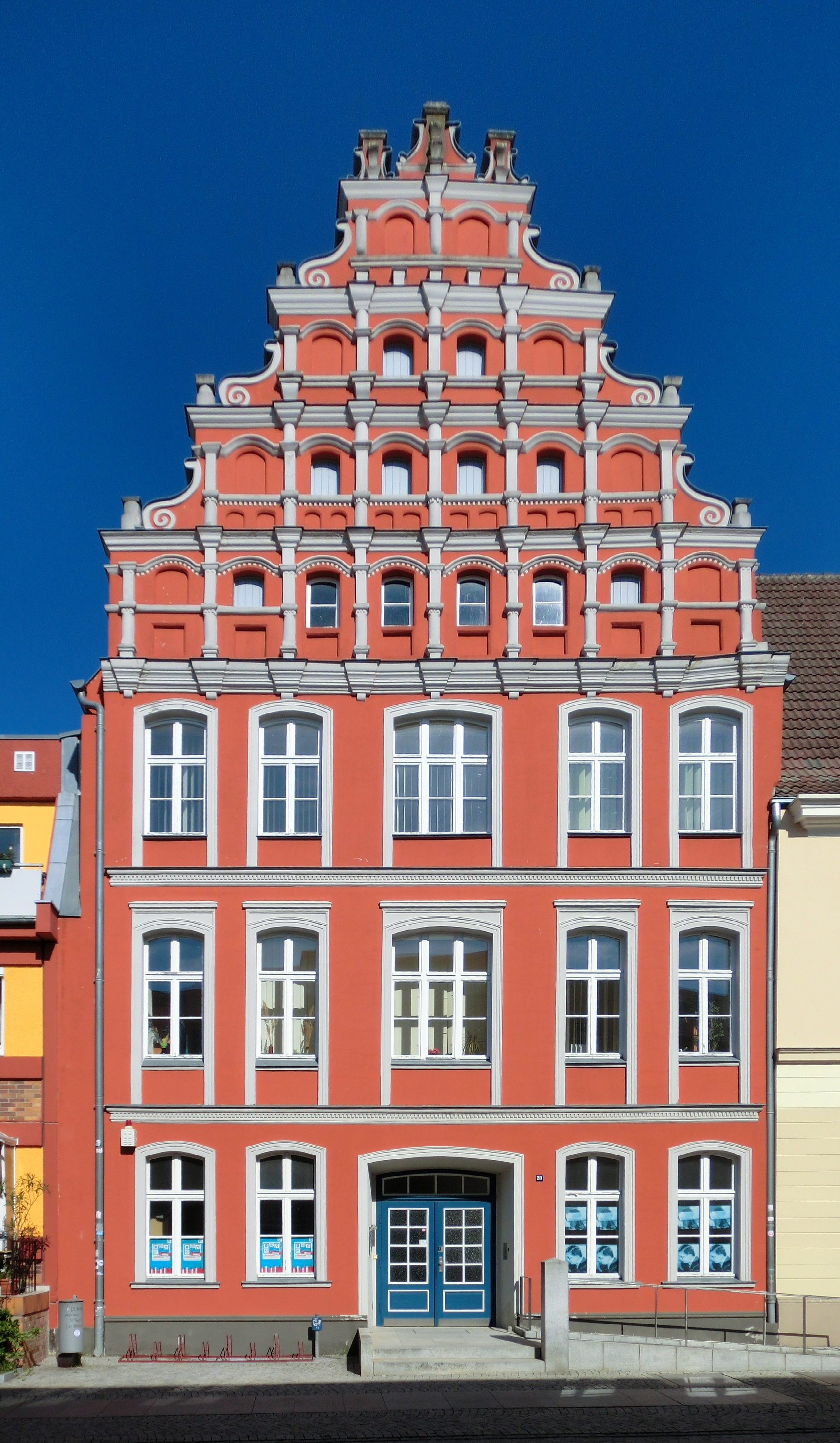
Greifswald – Biblioteka miejska
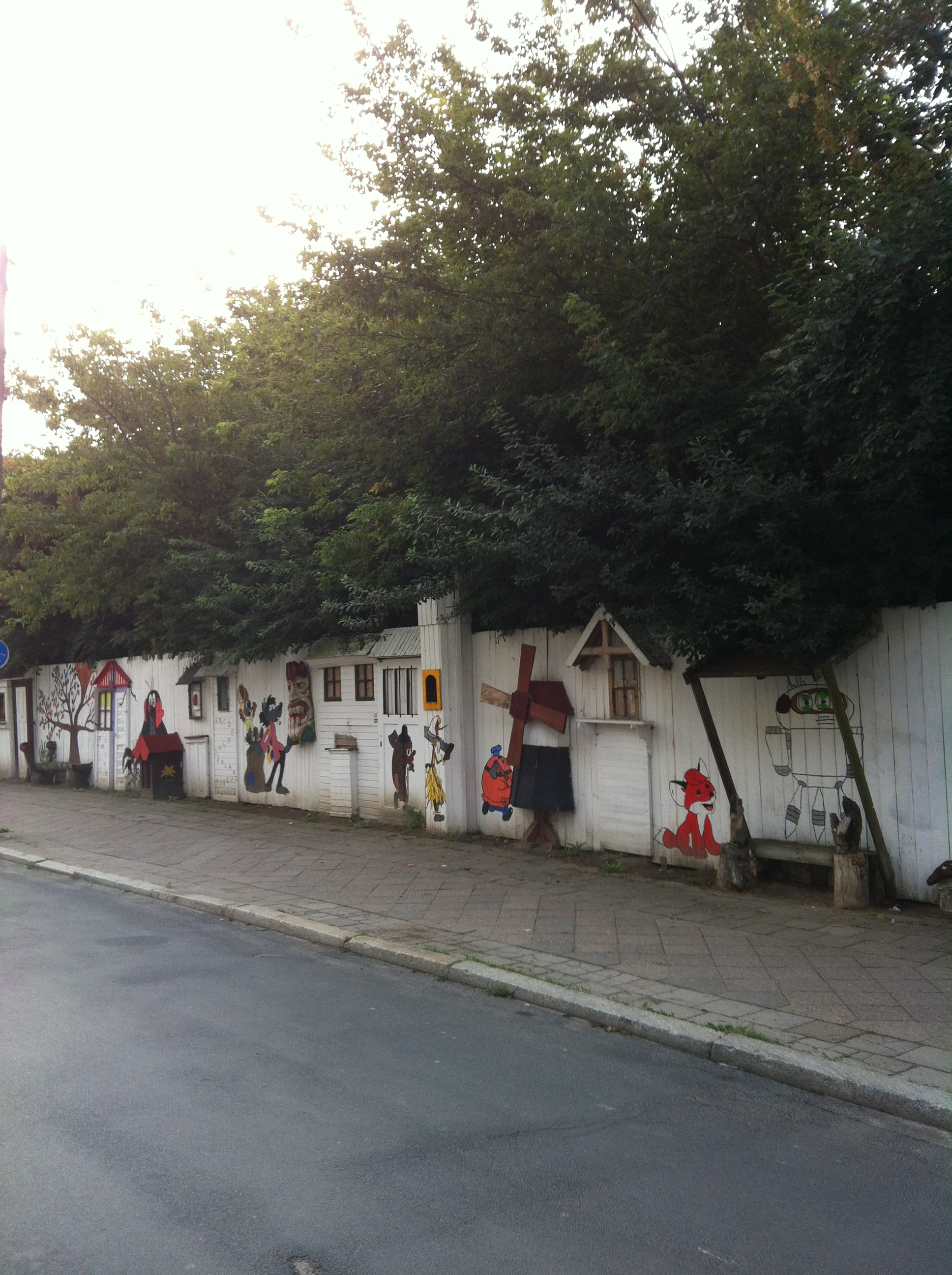
Greifswald – ogrodzenie przy jednej z ulic miasta
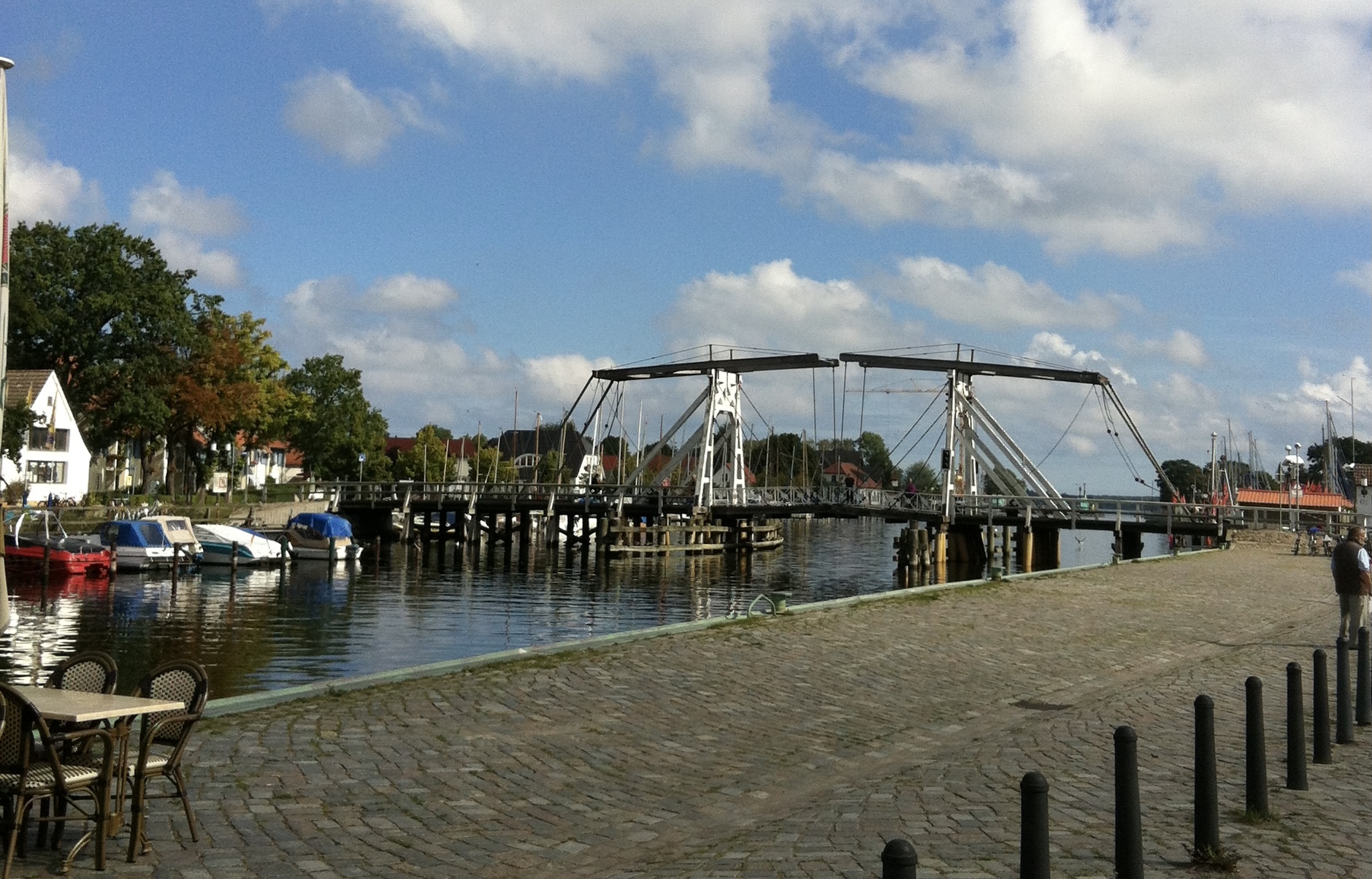
Greifswald – historyczny most zwodzony typu holenderskiego z 1887 (jeden z najstarszych czynnych mostów zwodzonych Europy)
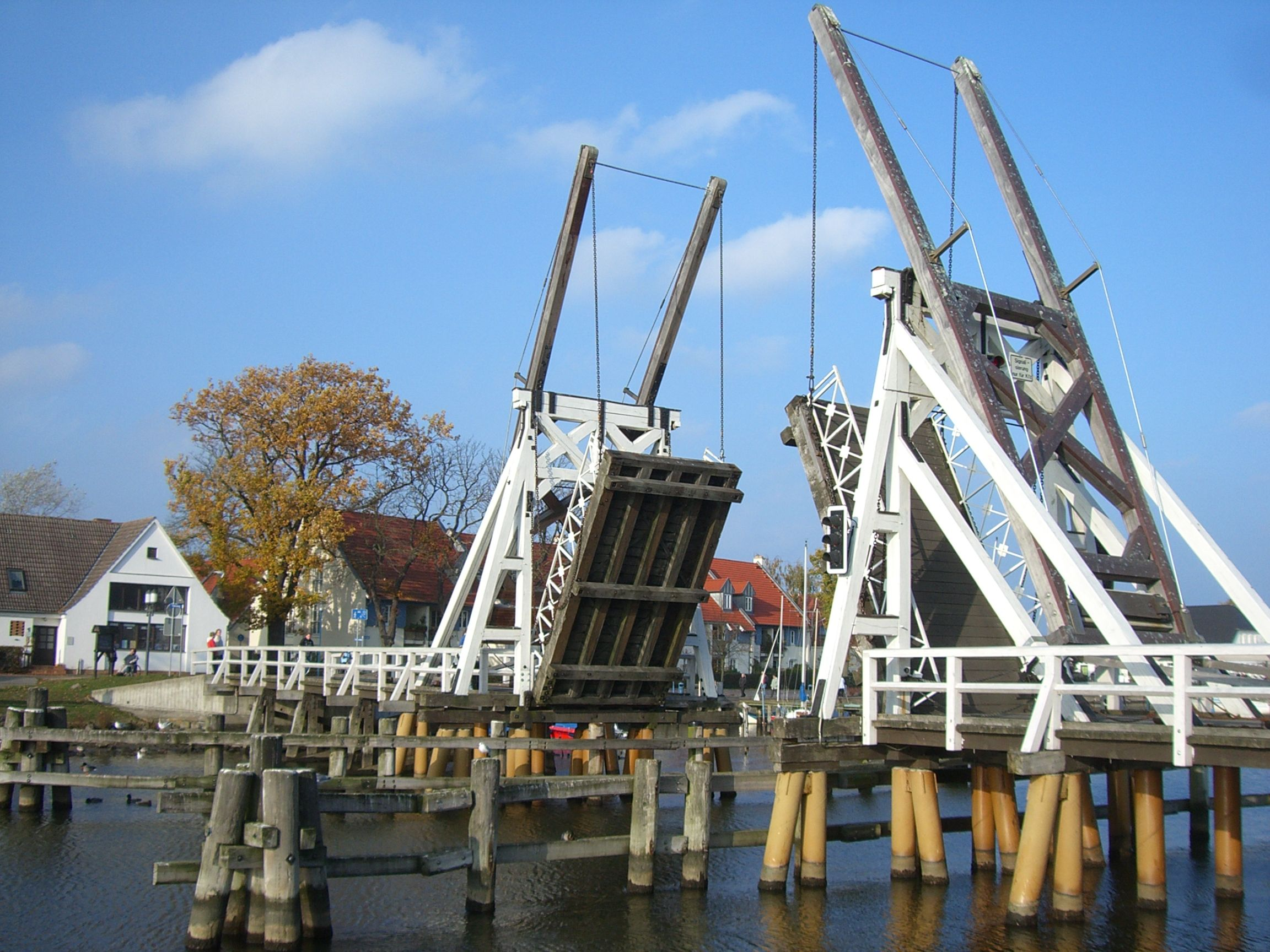
Greifswald – historyczny most zwodzony w dzielnicy Wieck, otworzony dla wypłynięcia żaglówki